# Космос-27
Космос-27 — официальное название советской автоматической межпланетной станции типа 3МВ-1, сер. № 3. Была запущена с космодрома Байконур 27 марта 1964 года, стартовый комплекс № 1, ракетой-носителем «Молния 8К78». Предполагалась посадка на поверхность Венеры и доставка на её поверхность вымпела с изображением герба Советского Союза. Ракета-носитель вывела станцию с разгонным блоком «Л» на орбиту Земли, однако старт в сторону Венеры не состоялся из-за неисправности в работе четвёртой ступени. 28 марта спутник сгорел в плотных слоях атмосферы.

## Первоначальные орбитальные данные спутника
- Перигей — 192 км
- Апогей — 237 км
- Период обращения вокруг Земли — 88.7 минуты
- Угол наклона плоскости орбиты к плоскости экватора Земли — 64,8°

## Аппаратура, установленная на спутнике
Вымпел с изображением герба Советского Союза.